# Manuel Vela Alonso
Manuel Vela Alonso (Cuéllar, 21 de mayo de 1774 – ¿?) fue un funcionario español en España, Nicaragua y Guatemala.

## Biografía
Nació en la villa segoviana de Cuéllar en 1775, siendo hijo de Bernardino Vela García y de María Alonso Casas. Se trasladó a Nicaragua, sirviendo como factor de la Renta de Tabacos de la provincia de León, y en 1791 pasó a Guatemala, siendo ministro de las Cajas Reales.
Contrajo matrimonio en la catedral de León de Nicaragua en 1806 con Juana de Irisarri Alonso, de cuyo enlace nacieron seis hijos. En 1823 el matrimonio regresó a España, siendo nombrado el mismo año intendente de la provincia de Soria; intendente de la provincia de Zamora (1829) y finalmente de la provincia de León, donde se jubiló, después de haber recibido la cruz de la Orden de Isabel la Católica como premio a sus servicios.